# Escuts del Molló
Els anomenats Escuts del Molló, al límit del terme municipal de Tavernes de la Valldigna amb Cullera, a la comarca de la Safor, de la província de València, són uns escuts de pedra, que es troben protegits sota la categoria de monument, encara que no estan inscrits en Registre de Béns d'Interès Cultural del Patrimoni Històric Espanyol. Malgrat això, té un codi identificatiu, el 46.25.238-009.

## Descripció historicoartística
El "Molló" de Tavernes de la Valldigna, tal com se'l coneix, constitueix un singular separador dels termes municipals de Tavernes de la Valldigna i Cullera. Es tracta d'un monòlit cònic, que es creu va ser aixecat durant els primers anys del segle xiv. El rei Jaume II d'Aragó, el Just, va decidir fitar el terme de la Valldigna després d'haver donat les terres als religiosos que van fundar el Monestir de Santa Maria de la Valldigna. Així, les fites, també anomenades mollons, són els límits de les fronteres entre jurisdiccions, per evitar possibles conflictes. Segons consta a l'Arxiu del Regne de València, aquesta tasca li va ser responsabilitat de Bernat de Clapers i Pere Fores.
El "Molló" és una gran mola cònica, de més de tres metres d'altura, construïda utilitzant la tècnica de tàpia i pedra sobre una circumferència de prop de nou metres. En el seu origen, aquest límit territorial estava decorat amb dues talles en pedra. Una en la qual es reproduïa la imatge de Nostra Senyora de la Valldigna, i una altra que representava l'escut de la Corona d'Aragó. Tots dos emblemes van ser espoliats del monument, i quedaren solament unes reproduccions fotogràfiques. Aquests escuts estaven situats sobre el monument de manera que des del terme de Tavernes es podia veure la imatge de la verge, mentre que des del de Cullera, es podia observar l'escut.